# هيرونوبو هاجا
هيرونوبو هاجا (باليابانية: 芳賀 博信) (21 ديسمبر 1982 في سنداي في اليابان – )؛ هو لاعب كرة قدم ياباني سابق كان يلعب كلاعب وسط.

## وصلات خارجية
- هيرونوبو هاجا على موقع رابطة كرة القدم اليابانية للمحترفين (اليابانية)
- هيرونوبو هاجا على موقع قاعدة بيانات كرة القدم.إي يو (الإنجليزية)
- هيرونوبو هاجا على موقع Soccerway.com (الإنجليزية)
- هيرونوبو هاجا على موقع عالم كرة القدم.نت (الإنجليزية)